# تپه حیدریه
تپه حیدریه مربوط به دوران‌های تاریخی پس از اسلام است و در شهرستان تاکستان، جنوب شرق شهرک حیدریه واقع شده و این اثر در تاریخ ۲۵ اسفند ۱۳۷۸ با شمارهٔ ثبت ۲۶۴۰ به‌عنوان یکی از آثار ملی ایران به ثبت رسیده است.